# Saint-Sulpice-de-Cognac
Cet article concerne Saint-Sulpice près de Cognac. Pour l'autre commune du même nom dans le département, voir Saint-Sulpice-de-Ruffec.
Pour les articles homonymes, voir Saint-Sulpice.
Saint-Sulpice-de-Cognac est une ancienne commune du Sud-Ouest de la France, située dans le département de la Charente (région Nouvelle-Aquitaine). Le 1er janvier 2024, elle fusionne avec Cherves-Richemont pour former la commune de Val-de-Cognac.
Ses habitants sont appelés les Saint-Sulpiciens et Saint-Sulpiciennes.

## Géographie

### Localisation et accès
Saint-Sulpice-de-Cognac est une commune de l'aire urbaine de Cognac située à l'ouest du département de la Charente, auquel elle est la plus occidentale, et limitrophe de la Charente-Maritime, à 8 km au nord-ouest de Cognac et 44 km à l'ouest d'Angoulême.
Le bourg de Saint-Sulpice est aussi à 3 km au nord-ouest de Cherves-Richemont, 4 km au sud-est de Burie, 13 km au sud de Matha, 19 km à l'est de Saintes et 23 km au sud-est de Saint-Jean-d'Angély.
La commune est traversée par la D 731 entre Cognac et Saint-Jean-d'Angély, qui passe à 600 m au sud-ouest du bourg et aussi par la D 55, qui va en direction de Mesnac à l'est et Saint-Bris-des-Bois à l'ouest.
La gare la plus proche est celle de Cognac, desservie par des TER à destination d'Angoulême, Saintes et Royan avec correspondance à Angoulême pour Paris, Bordeaux, Poitiers et Limoges, et à Saintes pour La Rochelle et Niort.

### Hameaux et lieux-dits
L'habitat est très dispersé entre le bourg de Saint-Sulpice, les Chaudroles, Canton Buhet, Coulonges, Chez Pommier, la Poterie, Chez Bujeard, Chez Landais, les Béguillères et Chez Joannais à l'ouest, Peuyon, le Vignaud, Sept Fonts, le Chausset près de la voie romaine, etc..

### Communes limitrophes
| Burie (Charente-Maritime)                 | Migron (Charente-Maritime) | Le Seure (Charente-Maritime)      |
| Saint-Bris-des-Bois (Charente-Maritime)   | Saint-Sulpice-de-Cognac    | Mesnac                            |
| Chérac, Saint-Césaire (Charente-Maritime) | Louzac-Saint-André         | Cherves-Richemont (Val-de-Cognac) |

### Géologie et relief
La commune est située sur les terrains calcaires du Bassin aquitain, à la limite du Jurassique qui occupe le tiers nord-est, et le Crétacé qui occupe la partie ouest.
Le Jurassique date du Tithonien (anciennement appelé Portlandien). Il s'agit du Purbeckien, marne riche en argile et en gypse de la fin du Jurassique supérieur mordant sur la période du Crétacé inférieur (Berriasien), et composant la dépression du Pays Bas, ancienne lagune.
Le Crétacé supérieur occupe le plateau de la moitié ouest du territoire communal. Il s'étage du Cénomanien au Santonien, en passant par le Turonien (ou Angoumien) et le Coniacien. Ce plateau forme une côte marquée au-dessus du Pays Bas, et s'étend ou nord-est de Saintes.
Toute la bordure orientale de la commune est occupée par des alluvions du Quaternaire (vallée de l'Antenne),,.
Hormis le tiers nord-est de la commune, le relief est assez vallonné et relativement haut. Le point culminant est à une altitude de 104 m, situé à 2 km à l'ouest du bourg, près de chez Tachet. Le point le plus bas est à 10 m, situé en limite sud-est le long de l'Antenne. Le bourg, situé au bord de l'Antenne, est à 16 m d'altitude.

### Hydrographie

#### Réseau hydrographique

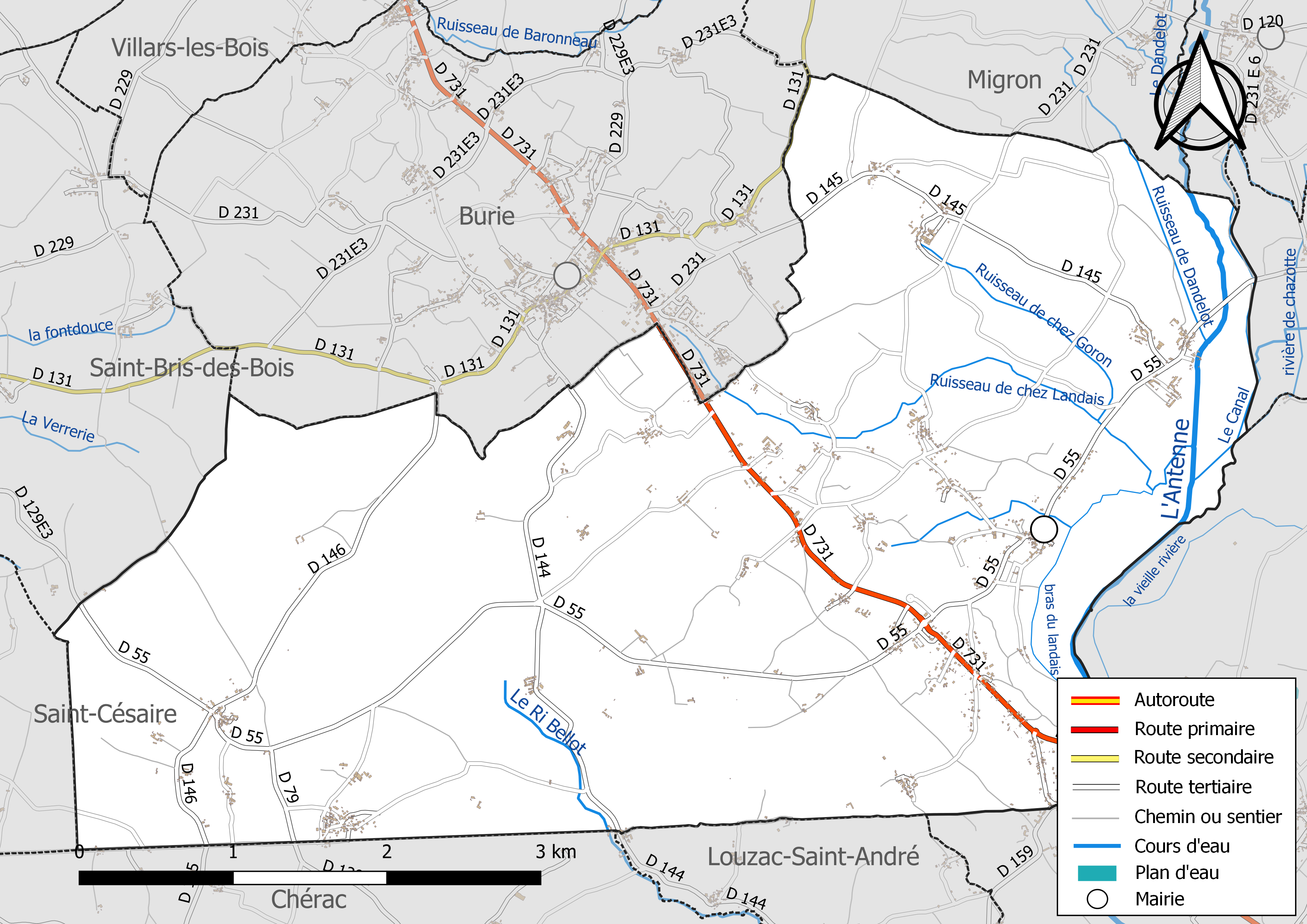
Réseaux hydrographique et routier de Saint-Sulpice-de-Cognac.

La commune est située dans le bassin versant de la Charente au sein du Bassin Adour-Garonne. Elle est drainée par l'Antenne, le Ri Bellot, le ruisseau Fossé du Roi, le Canal, rivière de chazotte, le ruisseau de chez Goron, le ruisseau de chez Landais, le ruisseau de Dandelot, et par un petit cours d'eau, qui constituent un réseau hydrographique de 18 km de longueur totale,.
L'Antenne, affluent rive droite de la Charente, traversant le Pays Bas dans une large vallée, s'engage dans le plateau calcaire au sud de la commune. Elle est de régime pluvial océanique.
Cette rivière de première catégorie piscicole a un débit minimal moyen de 0,49 m3/s.
Au nord du bourg, le ruisseau de chez Landais provenant de Burie et alimenté par d'autres sources, en particulier celle de Sept-Fonts, se jette dans l'Antenne. Le ruisseau de chez Goron, autre affluent de l'Antenne, est un ruisseau temporaire.

#### Gestion des eaux
Le territoire communal est couvert par le schéma d'aménagement et de gestion des eaux (SAGE) « Charente ». Ce document de planification, dont le territoire correspond au bassin de la Charente, d'une superficie de 9 300 km2, a été approuvé le 19 novembre 2019. La structure porteuse de l'élaboration et de la mise en œuvre est l'établissement public territorial de bassin Charente. Il définit sur son territoire les objectifs généraux d’utilisation, de mise en valeur et de protection quantitative et qualitative des ressources en eau superficielle et souterraine, en respect des objectifs de qualité définis dans le troisième SDAGE  du Bassin Adour-Garonne qui couvre la période 2022-2027, approuvé le 10 mars 2022.

### Climat
Saint-Sulpice-de-Cognac a comme les trois quarts sud et ouest du département de la Charente un climat océanique aquitain.
| Mois                              | jan. | fév.  | mars  | avril | mai   | juin  | jui.  | août  | sep.  | oct. | nov. | déc. | année   |
| --------------------------------- | ---- | ----- | ----- | ----- | ----- | ----- | ----- | ----- | ----- | ---- | ---- | ---- | ------- |
| Température minimale moyenne (°C) | 2    | 2,8   | 3,8   | 6,2   | 9,4   | 12,4  | 14,4  | 14    | 12,1  | 8,9  | 4,7  | 2,6  | 7,8     |
| Température moyenne (°C)          | 5,4  | 6,7   | 8,5   | 11,1  | 14,4  | 17,8  | 20,2  | 19,7  | 17,6  | 13,7 | 8,6  | 5,9  | 12,5    |
| Température maximale moyenne (°C) | 8,7  | 10,5  | 13,1  | 15,9  | 19,5  | 23,1  | 26,1  | 25,4  | 23,1  | 18,5 | 12,4 | 9,2  | 17,7    |
| Ensoleillement (h)                | 80   | 103,9 | 153,3 | 184,5 | 204,9 | 239,6 | 276,4 | 248,3 | 199,4 | 159  | 96,8 | 78,8 | 2 024,9 |
| Précipitations (mm)               | 80,4 | 67,3  | 65,9  | 68,3  | 71,6  | 46,6  | 45,1  | 50,2  | 59,2  | 68,6 | 79,8 | 80   | 783,6   |

## Urbanisme

### Typologie
Saint-Sulpice-de-Cognac est une commune rurale,. Elle fait en effet partie des communes peu ou très peu denses, au sens de la grille communale de densité de l'Insee,.
Par ailleurs la commune fait partie de l'aire d'attraction de Cognac, dont elle est une commune de la couronne. Cette aire, qui regroupe 45 communes, est catégorisée dans les aires de 50 000 à moins de 200 000 habitants,.

### Occupation des sols
L'occupation des sols de la commune, telle qu'elle ressort de la base de données européenne d’occupation biophysique des sols Corine Land Cover (CLC), est marquée par l'importance des territoires agricoles (65,4 % en 2018), une proportion identique à celle de 1990 (64,5 %). La répartition détaillée en 2018 est la suivante : 
cultures permanentes (45,3 %), forêts (30,8 %), zones agricoles hétérogènes (17,6 %), zones urbanisées (3,9 %), prairies (2,5 %). L'évolution de l’occupation des sols de la commune et de ses infrastructures peut être observée sur les différentes représentations cartographiques du territoire : la carte de Cassini (XVIIIe siècle), la carte d'état-major (1820-1866) et les cartes ou photos aériennes de l'IGN pour la période actuelle (1950 à aujourd'hui).

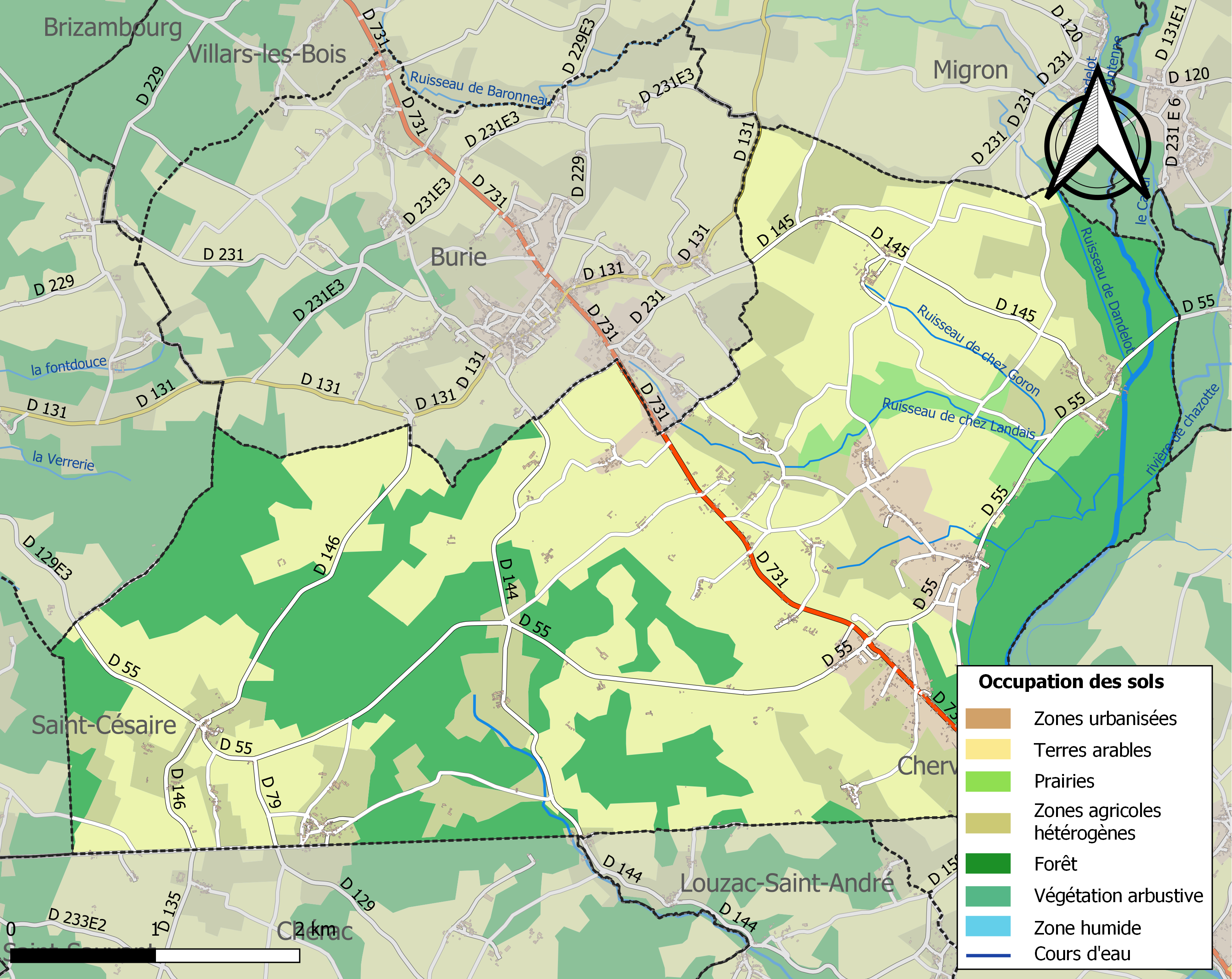
Carte des infrastructures et de l'occupation des sols de la commune en 2018 (CLC).

### Risques majeurs
Le territoire de la commune de Saint-Sulpice-de-Cognac est vulnérable à différents aléas naturels : météorologiques (tempête, orage, neige, grand froid, canicule ou sécheresse), inondations et séisme (sismicité modérée). Il est également exposé à un risque technologique,  le transport de matières dangereuses. Un site publié par le BRGM permet d'évaluer simplement et rapidement les risques d'un bien localisé soit par son adresse soit par le numéro de sa parcelle.

#### Risques naturels
Certaines parties du territoire communal sont susceptibles d’être affectées par le risque d’inondation par ruissellement et coulée de boue, notamment l'Antenne. La commune a été reconnue en état de catastrophe naturelle au titre des dommages causés par les inondations et coulées de boue survenues en 1982, 1985, 1986, 1993 et 1999,.

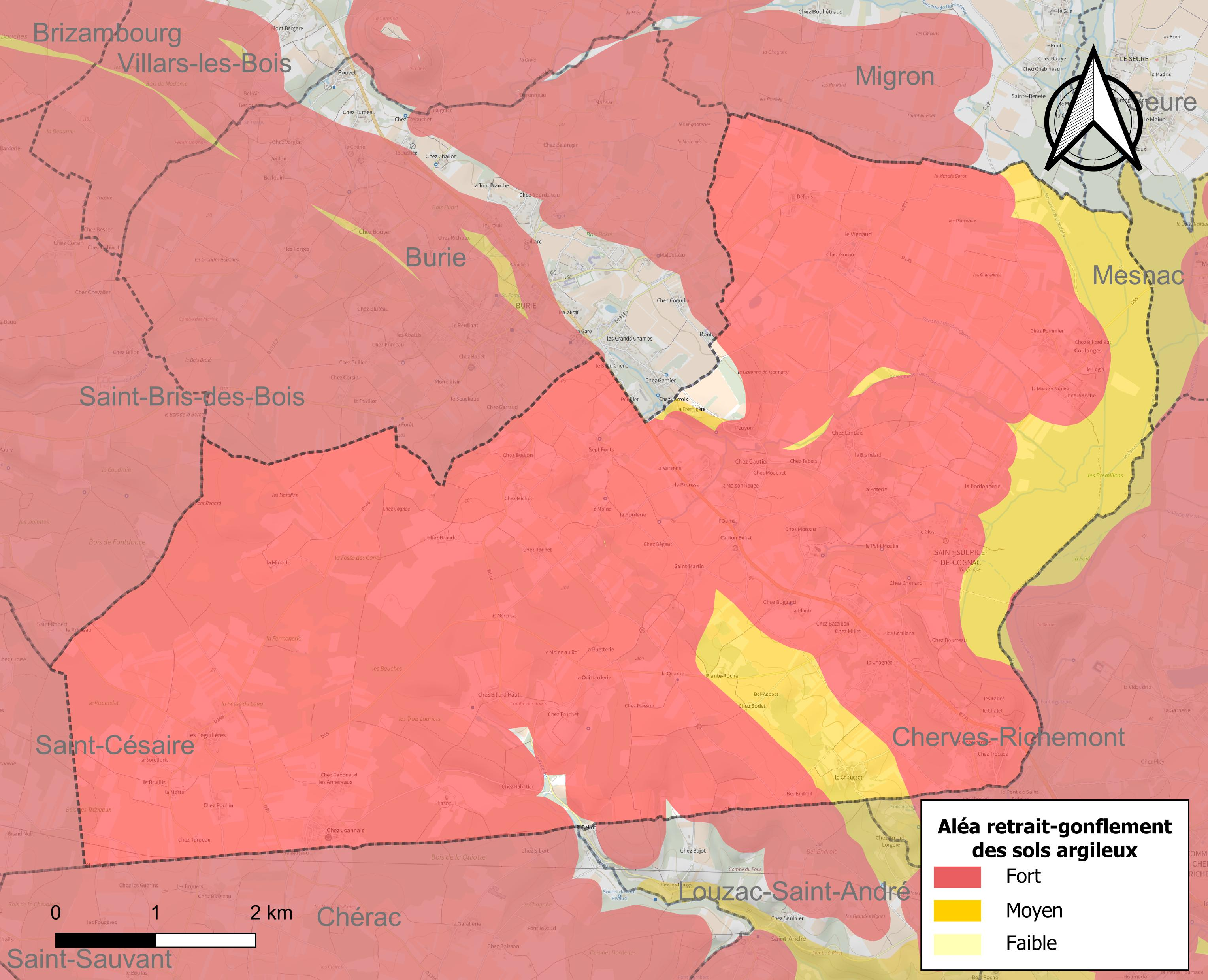
Carte des zones d'aléa retrait-gonflement des sols argileux de Saint-Sulpice-de-Cognac.

Le retrait-gonflement des sols argileux est susceptible d'engendrer des dommages importants aux bâtiments en cas d’alternance de périodes de sécheresse et de pluie. 99,1 % de la superficie communale est en aléa moyen ou fort (67,4 % au niveau départemental et 48,5 % au niveau national). Sur les 615 bâtiments dénombrés sur la commune en 2019,  608 sont en aléa moyen ou fort, soit 99 %, à comparer aux 81 % au niveau départemental et 54 % au niveau national. Une cartographie de l'exposition du territoire national au retrait gonflement des sols argileux est disponible sur le site du BRGM,.
Par ailleurs, afin de mieux appréhender le risque d’affaissement de terrain, l'inventaire national des cavités souterraines permet de localiser celles situées sur la commune.
Concernant les mouvements de terrains, la commune a été reconnue en état de catastrophe naturelle au titre des dommages causés par la sécheresse en 2011 et par des mouvements de terrain en 1999.

#### Risques technologiques
Le risque de transport de matières dangereuses sur la commune est lié à sa traversée par une ou des infrastructures routières ou ferroviaires importantes ou la présence d'une canalisation de transport d'hydrocarbures. Un accident se produisant sur de telles infrastructures est susceptible d’avoir des effets graves sur les biens, les personnes ou l'environnement, selon la nature du matériau transporté. Des dispositions d’urbanisme peuvent être préconisées en conséquence.

## Toponymie
Le nom est attesté sous la forme ancienne, en latin, Sanctus Sulpitius prope Compiniacum (Saint-Sulpice près de Cognac).
Saint Sulpice était évêque de Bourges au VIIe siècle,.
Pendant la Révolution, Saint-Sulpice s'est appelé Sulpice Antenne.

## Histoire
Des tombes rupestres qui dateraient de l'époque gauloise ont été retrouvées aux Chaudrolles.
La commune était un lieu de passage car traversée par la voie romaine d'Agrippa de Saintes à Lyon, dite chemin des Romains ou Chemin chaussé,, avec une borne milliaire à la limite de la Charente-Maritime, au lieu-dit Chez Rateau.
L'église a été donnée en 1072 à l'abbaye Saint-Léger d'Ébreuil dans l'Allier, par Guillaume Paluel, un de ses fondateurs et seigneur du lieu. Elle a été ainsi réunie au prieuré de l'église Saint-Léger de Cognac qui dépendait aussi de cette abbaye.
Les carrières de pierre de taille provenant de la bordure de la vallée de l'Antenne, au lieu-dit les Chaudrolles, au grain jaune, ont été exploitées depuis l'antiquité.
Le fief de Coulonges est attesté dès le XVIe siècle. Ce fief a appartenu à cette époque aux Montalembert, puis par mariage en 1653 aux de Curzay, seigneurs de Boisbertaud (dans la paroisse de Rouillac), jusqu'en 1737 où il est passé aux mains de Charles Tizon, chevalier.
L'autre fief important de la paroisse était Vaujompe. Il a appartenu à la famille de Régnier, noble depuis 1545, puis est passé à la famille de Badiffe.
Le pont de Saint-Sulpice a joué un rôle important dans l'histoire de l'Angoumois et Saintonge. Lors des guerres de Religion, c'est en effet à ce pont que l'amiral de Coligny a rallié les débris de l'armée protestante après la bataille de Jarnac, en 1569. C'est aussi à ce pont que l'avant-garde du comte d'Harcourt, commandée par le sieur de Folleville, maréchal de camp, culbuta, en 1651, les avant-postes du prince de Condé.
Le 7 mars 1787, les représentants de Saint-Sulpice et de l'enclave de Migron à l'assemblée préliminaire des États généraux qui se tient à la salle capitulaire des Récollets de Cognac sont le notaire H. Phelippot, P. de la Robertière, P. Morillaud et J. Rayé.
Pendant la première moitié du XXe siècle, la commune était desservie par la petite ligne ferroviaire d'intérêt local à voie métrique des Chemins de fer départementaux de Cognac à Saint-Jean-d'Angély. Au début de ce même siècle, l'industrie dans la commune était représentée par les carrières des Chaudrolles, quelques moulins et une laiterie.
Le 1er janvier 2024, la commune fusionne avec Cherves-Richemont pour former Val-de-Cognac par décret préfectoral du 25 septembre 2023 et en devient une commune déléguée.

## Administration
La commune de Saint-Sulpice a été créée en 1793 dans le canton et le district devenu arrondissement de Cognac. En 1933 elle devient Saint-Sulpice-de-Cognac et en 1993 lors de la division du canton de Cognac en Cognac-Nord et Cognac-Sud, elle se retrouve dans le canton de Cognac-Nord.
Précédemment située dans les locaux de l'ancienne gare, la mairie s'installe en 2009 dans ses nouveaux murs dans l'ancien presbytère.
| Période                                  | Période  | Identité           | Étiquette | Qualité                          |
| ---------------------------------------- | -------- | ------------------ | --------- | -------------------------------- |
| Les données manquantes sont à compléter. |          |                    |           |                                  |
| avant 1981                               | ?        | Georges Portet     |           |                                  |
| 1995                                     | 2008     | Bernard Fichet     |           |                                  |
| 2008                                     | 2014     | Jacques Naudin     | SE        | Directeur de société en retraite |
| 2014                                     | 2021     | Dominique Souchaud | ex-LREM   |                                  |
| 2021                                     | En cours | Jean-Luc Meunier   | DVD       |                                  |

### Fiscalité
La fiscalité est d'un taux de 16,35 % sur le bâti, 48,16 % sur le non bâti, et 8,35 % pour la taxe d'habitation (chiffres 2007).
La Communauté de communes de Cognac prélève 12,14 % de taxe professionnelle.

## Démographie

### Évolution démographique
L'évolution du nombre d'habitants est connue à travers les recensements de la population effectués dans la commune depuis 1793. Pour les communes de moins de 10 000 habitants, une enquête de recensement portant sur toute la population est réalisée tous les cinq ans, les populations de référence des années intermédiaires étant quant à elles estimées par interpolation ou extrapolation. Pour la commune, le premier recensement exhaustif entrant dans le cadre du nouveau dispositif a été réalisé en 2006.

En 2021, la commune comptait 1 183 habitants, en évolution de −4,37 % par rapport à 2015 (Charente : −0,48 %, France hors Mayotte : +2,11 %).
| 1793  | 1800  | 1806  | 1821  | 1831  | 1841  | 1846  | 1851  | 1856  |
| ----- | ----- | ----- | ----- | ----- | ----- | ----- | ----- | ----- |
| 1 500 | 1 411 | 1 370 | 1 554 | 1 724 | 1 638 | 1 688 | 1 752 | 1 837 |

| 1861  | 1866  | 1872  | 1876  | 1881  | 1886  | 1891  | 1896  | 1901  |
| ----- | ----- | ----- | ----- | ----- | ----- | ----- | ----- | ----- |
| 1 966 | 1 937 | 1 810 | 1 732 | 1 582 | 1 475 | 1 539 | 1 570 | 1 577 |

| 1906  | 1911  | 1921  | 1926  | 1931  | 1936  | 1946  | 1954  | 1962  |
| ----- | ----- | ----- | ----- | ----- | ----- | ----- | ----- | ----- |
| 1 437 | 1 362 | 1 193 | 1 119 | 1 077 | 1 012 | 1 041 | 1 057 | 1 071 |

| 1968  | 1975  | 1982  | 1990  | 1999  | 2006  | 2011  | 2016  | 2021  |
| ----- | ----- | ----- | ----- | ----- | ----- | ----- | ----- | ----- |
| 1 004 | 1 009 | 1 119 | 1 206 | 1 193 | 1 232 | 1 264 | 1 221 | 1 183 |

D’après le recensement Insee de 2007, Saint-Sulpice-de-Cognac compte 1 252 habitants (soit une augmentation de 4 % par rapport à 1999).
La commune occupe le 7 645e rang au niveau national, alors qu'elle était au 7 330e en 1999, et le 50e au niveau départemental sur 404 communes.
Le maximum de la population a été atteint en 1861 avec 1 966 habitants.

### Pyramide des âges
En 2018, le taux de personnes d'un âge inférieur à 30 ans s'élève à 29 %, soit en dessous de la moyenne départementale (30,2 %). À l'inverse, le taux de personnes d'âge supérieur à 60 ans est de 29,4 % la même année, alors qu'il est de 32,3 % au niveau départemental.
En 2018, la commune comptait 600 hommes pour 606 femmes, soit un taux de 50,25 % de femmes, légèrement inférieur au taux départemental (51,59 %).
Les pyramides des âges de la commune et du département s'établissent comme suit.
| Hommes | Classe d’âge | Femmes |
| ------ | ------------ | ------ |
| 0,7    | 90 ou +      | 2,0    |
| 8,5    | 75-89 ans    | 9,1    |
| 18,9   | 60-74 ans    | 19,7   |
| 22,1   | 45-59 ans    | 20,0   |
| 20,4   | 30-44 ans    | 20,6   |
| 12,2   | 15-29 ans    | 11,6   |
| 17,2   | 0-14 ans     | 17,1   |

| Hommes | Classe d’âge | Femmes |
| ------ | ------------ | ------ |
| 1      | 90 ou +      | 2,7    |
| 9,2    | 75-89 ans    | 12     |
| 20,6   | 60-74 ans    | 21,3   |
| 20,7   | 45-59 ans    | 20,3   |
| 16,8   | 30-44 ans    | 16     |
| 15,6   | 15-29 ans    | 13,4   |
| 16,1   | 0-14 ans     | 14,3   |

### Remarques
En 1791 elle est notée avoir 1 478 habitants.
Bien qu'elle voit sa population croître à nouveau depuis 25 ans, la commune a toujours 35 % d'habitants en moins qu'en 1861, et n'a pas retrouvé son niveau de population d'il y a deux siècles.
La population se répartit en 569 actifs dont 54 chômeurs et 663 inactifs. Les retraités représentent 22,7 % de la population.
Il existe en 2006 un total de 585 logements (+ 58 en 6 ans) dont 492 résidences principales, 16 résidences secondaires et 77 logements vacants (+ 36 en 6 ans).

## Économie
C'est principalement une commune agricole et viticole, située dans la zone de Borderies de l'appellation d'origine contrôlée du cognac.
Une tonnellerie artisanale s'est spécialisée dans le reconditionnement de fûts.
Une zone d'activité accueille des commerces, boulangerie, coiffure et un marché hebdomadaire.
Il y a un gîte et des chambres d'hôtes au moulin de chez Gauthier et deux gîtes au domaine de chez Brandon.

## Équipements, services et vie locale

### Enseignement
Saint-Sulpice possède une école primaire publique regroupant cinq classes (une classe de maternelle et quatre d'élémentaire), située à canton Buhet.
Le secteur du collège est Cognac (Claude-Boucher). Cognac accueille aussi les lycées.

### Équipements sportifs
Il y a un stade où s'entraîne le club de football.

### Autres services
Ils sont à Cherves, bourg de la commune limitrophe (pharmacie, infirmières, cabinet médical, médiathèque), ou un peu plus loin à Cognac (collège, lycée, hôpital, médecins spécialistes) ou à Burie en Charente-Maritime toute proche.

### Vie culturelle
En 2014, l'association Vivre en Borderies organise un important marché le troisième dimanche de novembre.

## Lieux et monuments

### Patrimoine religieux

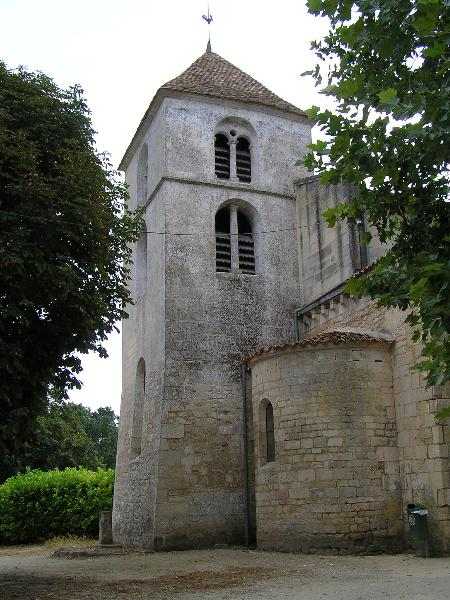
Église de Saint-Sulpice.

L'église date du XIe siècle et a été reconstruite vers la fin du XIIe siècle. Elle est à un vaisseau avec un plan en croix latine  avec une voûte en berceau plein-cintre. Elle est couverte de tuiles creuses, de tuiles plates et d'ardoises. L'abbé Lamande, son curé est à l'initiative d'une restauration radicale au milieu du XXe siècle. Elle semble être inscrite monument historique depuis 1950.
Le patrimoine religieux comporte aussi une croix de chemins.

### Patrimoine civil

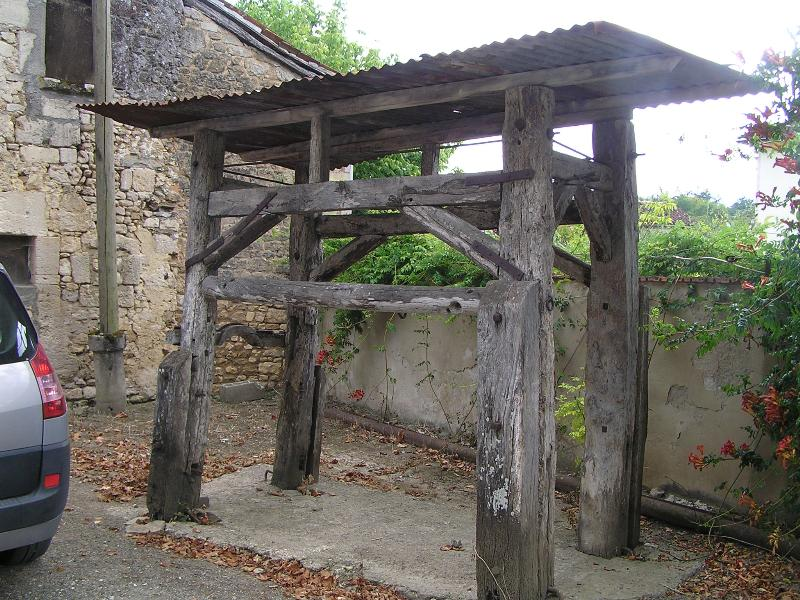
Travail.

Plusieurs logis sont anciens, comme le logis du Plessis dont il reste le passage couvert du XVIe siècle et qui a été reconstruit au XIXe siècle.
Bel Endroit est situé le long de la voie romaine, le Chemin chaussé. Les seigneurs de Bel-Endroit sont attestés dès 1570 et l'édifice comporte une tour d'escalier polygonale en pierre de taille daté du XVIIe siècle.
De la ferme de la Motte il reste une porte remarquable après des remaniements au XIXe siècle. La ferme de la Plante a conservé un portail du XVIIIe siècle. Le château de Coulonges a lui aussi été totalement  remanié au XIXe siècle. De très nombreuses fermes et maisons ont été construites aux XVIIIe siècle et au début du XIXe siècle.
Le moulin de Coulonges existait déjà au XVIIIe siècle ainsi que les deux moulins à vent.
La pyramide sur le pont de Saint-Sulpice sur l'Antenne commémore le rassemblement des troupes protestantes après la bataille de Jarnac. Ce pont était le lieu de franchissement de la voie romaine Saintes-Lyon. Il a été reconstruit au XVIe siècle puis au XIXe siècle.
Les deux puits de chez Jouannet et de chez Millet sont répertoriés sur la base Mérimée, ainsi qu'un four à pain et de nombreuses maisons du XVIIIe siècle. Le travail situé devant l'église, permettait de ferrer les bœufs et de soigner les gros animaux.
Le pont de fer a connu la voie de chemin de fer local. Il permet aux randonneurs d'aller de Saint-Sulpice à Cherves.

### Patrimoine environnemental

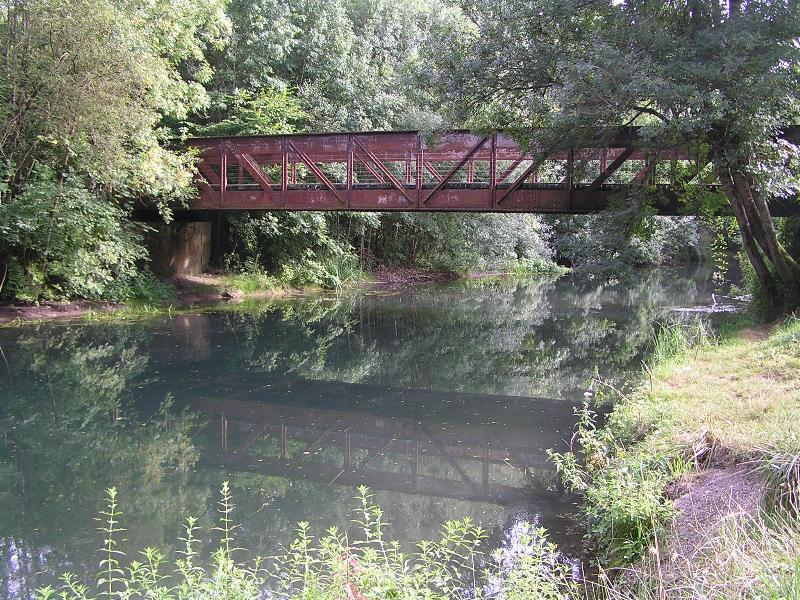
Pont de fer.

Le site Natura 2000 de la vallée de l'Antenne présente sur la commune de Saint-Sulpice, deux habitats d'intérêt communautaire très spécifiques aux Chaudrolles :  les cavités souterraines des carrières de pierre abandonnées forment un gite à chauves-souris et au-dessus les pelouses calcicoles site à  orchidées remarquables et plantes rares telle l'astragale de Montpellier.
Ces pelouses sèches ont fait l'objet de la signature d'un contrat Natura 2000 et la commune  pratique depuis 2006, en partenariat avec des bénévoles de Charente Nature et de la société française d'orchidophilie un entretien bisannuel adapté qui vise à maintenir le site ouvert et propice aux espèces rares que sont Orchis odorant, Astragale de Montpellier et Biscutelle de Guillon.
Le GR 4 qui va de Royan à Grasse traverse la commune.